# Gonatodes antillensis
Gonatodes antillensis este o specie de șopârle din genul Gonatodes, familia Gekkonidae, descrisă de Lidth De Jeude 1887. Conform Catalogue of Life specia Gonatodes antillensis nu are subspecii cunoscute.